# جاك كارتونيت
جاك كارتونيت (بالفرنسية: Jacques Cartonnet)‏ (13 أكتوبر 1911 – 1967) هو سبّاح فرنسي راحل، مثّل بلاده في الألعاب الأولمبية الصيفية 1932.

## روابط خارجية
جاك كارتونيت على موقع الاتحاد الدولي للسباحة (الإنجليزية)
- جاك كارتونيت على موقع اللجنة الأولمبية الدولية (الإنجليزية)
- جاك كارتونيت على موقع أوليمبيديا (الإنجليزية)